# Trypanaresta eugenia
Trypanaresta eugenia es una especie de insecto del género Trypanaresta de la familia Tephritidae del orden Diptera.

## Historia
Wulp la describió científicamente por primera vez en el año 1900.